# John Pitcairn
John Pitcairn (Dysart, 28 dicembre 1722 – Boston, 17 giugno 1775) è stato un militare scozzese.

## Biografia
Era figlio del reverendo David e di Katherine (Hamilton) Pitcairn. Suo padre discendeva dall'antica famiglia scozzese dei Pitcairn. Sposò Elizabeth (1724–1809), figlia di Robert Dalrymple. Entrò nel corpo dei Royal Marines come tenente nel 1746. Combatté in Canada durante la guerra franco-indiana con il grado di capitano, e venne poi promosso maggiore nel 1771. Nel 1774 giunse a Boston, al comando di 600 Marines, per sostenere l'occupazione della città.
Il maggiore Pitcairn fu rispettato, dai cittadini di Boston, come uno degli ufficiali più ragionevoli fra le forze di occupazione. Nonostante ciò era al comando del drappello che sparò il primo colpo a Lexington, il 19 aprile 1775, che diede inizio alla Battaglia di Lexington. Il suo cavallo venne abbattuto e perse due pistole assieme ai rifornimenti del drappello. Il capo americano Israel Putnam portò le pistole per il resto della guerra.
Alla Battaglia di Bunker Hill Pitcairn comandò delle forze di riserva di circa 300 Marines. Essi sbarcarono a sud della penisola di Charlestown. Quando vide fallire i primi assalti, condusse i suoi uomini su per la collina verso la posizione americana, cadendo per un colpo di fucile, sparato da un ex schiavo nero di nome Peter Salem. Cadde tra le braccia di suo figlio, William, anche lui un Royal Marine, che gridò: "Ho perso mio padre!" Alcuni dei Marines cercarono di consolare il giovane ufficiale, mentre altri, sopraffatti dall'emozione, gemettero. Pitcairn venne portato a Boston, e morì della sua ferita in poche ore. È sepolto presso l'Old North Church a Boston.
Il pittore John Trumbull, dipinse la Battaglia di Bunker Hill e la morte di Pitcairn, anche se il quadro contiene diversi errori ed anacronismi. Nessun dipinto del maggiore Pitcairn è pervenuto ai nostri giorni. Un altro suo figlio, David Pitcairn (1749–1809), venne impiegato come modello dal pittore Trumbull. Le uniformi dipinte non vennero adottate dai Marines fino agli anni 1780.  Pitcairn viene rappresentato mentre cade nella trincea sotto il fuoco degli americani, mentre invece venne colpito durante l'avvio della salita per il pendio della collina. Pitcairn è raffigurato anche nella scena della battaglia di Lexington, nella rotonda della capitale degli Stati Uniti.
L'isola di Pitcairn, nel sud Pacifico (nota soprattutto per l'ammutinamento del Bounty) prese il nome da un altro figlio, Robert, anch'esso appartenuto alla Royal Navy.  Mentre è di guardia in un viaggio guidato dal capitano Philip Carteret, fu il primo ad avvistare l'isola sconosciuta il 3 luglio 1767.
Una delle sue figlie, Catherine, sposò Charles Cochrane, uno dei figli di Thomas Cochrane, VIII conte di Dundonald e primo cugino dell'ammiragliol Thomas Cochrane, X conte di Dundonald.

## Cultura di massa
- Il personaggio del maggiore Pitcairn appare in April Morning, un romanzo del 1961 di Howard Fast, che racconta la Battaglia di Lexington.[2] Pitcairn è anche un personaggio del romanzo Johnny Tremain.
- Pitcairn è uno dei principali antagonisti del videogioco, Assassin's Creed III.